# 一会
一会（はじめかい）は、大阪市北区に本部を置く暴力団で、指定暴力団山口組の二次団体。前身は『野沢組』。

## 略歴
1969年4月1日、大阪府警察は「レストラン・サンマテオ」の経営内容を理由に、柳川次郎を名古屋刑務所から大阪の田辺警察署に移送。ここで、田辺警察署は、柳川次郎の口から柳川組解散を引き出した。
同年4月8日、柳川次郎は、三代目山口組二代目柳川組・谷川康太郎組長を大阪刑務所で説得し（谷川康太郎は第一次頂上作戦で、大阪刑務所に収監されていた）、解散の同意を取り付けた。谷川康太郎が署名した「解散声明書」及び、柳川次郎が署名した「解散同意書」の日付は、昭和44年4月9日となっている。
同年7月、田岡一雄は、野沢組（後の一会）・野沢義太郎組長、金田組・金田三俊組長、石田組（後の章友会）・石田章六組長、藤原組・藤原定太郎組長を山口組直参とした 。
同年8月1日、田岡一雄は、本家に無断で柳川組を解散させたと云う理由で、柳川次郎と谷川康太郎を絶縁とした。

## 一会（柳川四天王）
初代一会々長 - 野澤儀太郎
・・・紺谷組々長 - 紺谷久雄(初代一会から昇格）
・・・福島組々長 - 福島三郎（初代一会から昇格）
・・・・・・初代昭成会々長・中野保昭（福島組解散後の地盤を継承）
・・・・・・二代目昭成会々長・田保伸一
初代小山組々長 - 小山十四郎（初代一会から昇格）
二代目小山組々長 - 吉村政昭
三代目小山組々長 - 玉井武雄
四代目小山組々長 - 中嶋初冶
五代目小山組々長 - 政次丈二（極心連合会傘下へ）

## 最近の出来事
2016年2月29日 - 六代目山口組『三代目一会』傘下で富山県富山市にある『高田組』の事務所に火炎瓶が投げ込まれ、3月14日には事務所が銃撃される事件が起こった。
『高田組』組長は『三代目一会』若頭補佐を務めていたが2016年1月に絶縁処分になり、神戸山口組『毛利組』へ移籍しようとしていたとみられている。
5月10日までに『高田組』は富山県警本部に解散届けを提出し解散した。
3月15日に『三代目一会』傘下『五代目芳賀組』組長らが『高田組』組長の指を切断する事件が起きていたようで、その関係先として5月19日に『五代目芳賀組』と上部組織の『三代目一会』へ家宅捜索が入り、『五代目芳賀組』組長ら計5人が逮捕された。
5月25日、指詰め事件の11日前の03月04日に『五代目芳賀組』幹部が、富山県高岡市の路上で神戸山口組系組員ら3人に襲撃されていたことが分かった。
その報復として指詰め事件が起こったとみられているようだ。
5月26日、これらの事件の関係先として『三代目一会』傘下で石川県と福井県にある4組織に家宅捜索が入った。
6月10日までに富山地検は逮捕されていた『五代目芳賀組』組長ら計5人の全員を処分保留で釈放した。
富山県警は指詰め事件の犯人として3月4日に襲撃された『五代目芳賀組』幹部1人の行方を追っていたが、6月13日になって監禁と傷害の疑いで逮捕された。
7月1日、『五代目芳賀組』幹部が指詰め事件だけでなく、火炎瓶投下事件にも関与しているとして再逮捕された。
7月29日、処分保留となっていた『五代目芳賀組』組長ら計6人が監禁と傷害の疑いでは不起訴処分となり、そのうち『五代目芳賀組』幹部1人が火炎瓶処罰法違反の疑いで起訴された。
2016年3月5日、神戸山口組『四代目山健組』傘下『二代目本江組』幹部が富山県高岡市の路上で六代目山口組『三代目一会』傘下『五代目芳賀組』幹部を襲撃(軽傷)し、逮捕されたという情報があった。同日には関係先として富山県射水市にある『二代目本江組』を茨城県警が家宅捜索したようだ。
その後の裁判で『二代目本江組』幹部に懲役1年の実刑、共犯者の無職には懲役1年6箇月・執行猶予4年が言い渡されている

## 歴代会長
- 初代 - 野沢義太郎（三代目山口組若中、五代目山口組舎弟[6]）
- 二代目 - 岩城 隆（五代目山口組若中）[6]
- 三代目 - 野村 孝（六代目山口組舎弟）[1]

## 最高幹部
- 会　長 - 野村 孝（1948年〈昭和23年〉8月26日生[7]（76歳）、六代目山口組舎弟[7]）
- 若　頭 - 藤田洋一（二代目京都藤田組組長）
- 舎弟頭 - 西田 寛（三代目松元組組長）
- 本部長 - 福村哲郎（三代目滝本組組長）
- 舎弟頭補佐 - 小竹銀次郎（五代目芳賀組組長）
- 舎弟 - 坂林秀康（三代目昭成会会長）